# Gheorghe Popa (chestor)
Gheorghe Popa (n. 17 aprilie 1959, I.L. Caragiale, România) este un chestor român de poliție, care a îndeplinit funcția de rector al Academiei de Poliție "Alexandru Ioan Cuza" din București (2014-2015).

## Biografie
Gheorghe Popa s-a născut la data de 17 aprilie 1959, în satul I. L. Caragiale (județul Dâmbovița), fiind fiul unui subofițer de la Penitenciarul Caragiale și al unei lucrătoare la o fabrică de confecții. A urmat cursurile Școlii de ofițeri activi a M.I. – specializarea Criminalistică (1981-1984), Facultatea de Drept din cadrul Universității București (1990-1994), cursuri postuniversitare în specializarea Criminalistică (1997-1998) și cursuri postuniversitare în specializarea Psihopedagogie (2001-2002). A obținut titlul de Doctor în Științe Juridice – Specializarea Criminalistică, cu distincția "Cum laude" (2002), precum și titlul de Expert criminalist autorizat la Ministerul Justiției în domeniile traseologie, balistică, dactiloscopie, grafică (2003).
Dupa absolvirea Școlii de ofițeri, a lucrat ca ofițer criminalist la I.P.J. Harghita (1984-1990). Aici s-a făcut remarcat ca unul dintre cei mai buni criminaliști după o serie de arestări spectaculoase făcute doar pe baza unor urme descoperite de el.
„La un moment dat, știam cine este infractorul doar după o prima analiză a amprentei, fără să o mai duc la laborator. Am reușit să rezolv câteva cazuri speciale, ceea ce mi-a adus un oarecare prestigiu printre colegi. Eu nu foloseam niciodată arma, ci doar colectam amprente și luam tot felul de urme de la fața locului, dar asta nu m-a scăpat de furia infractorilor deghizați în revoluționari ”—Gheorghe Popa
La 22 decembrie 1989, milițienii de la IJP Harghita au fost atacați chiar în sediul instituției (șapte milițieni fiind uciși), unde au fost bătuți de “revoluționari”, majoritatea de etnie maghiară. După cum declară el, a sărit pe geam de la primul etaj, și împreună cu doi colegi a mers 25 de kilometri pe drum și prin păduri, predându-se unei unități militare din județul Harghita . A fost transferat apoi ca expert criminalist la Institutul de Criminalistică din Inspectoratul General al Poliției Române (1990-1993).
În anul 1993 este transferat la Inspectoratul de Poliție al județului Dâmbovița, unde îndeplinește funcțiile de ofițer specialist I în cadrul Serviciului de Combatere a Crimei Organizate (1993-1996), expert criminalist I la Serviciul Criminalistic (1996-1998), șeful serviciului de Investigare a criminalității (1998-1999) și șef al Poliției municipiului Târgoviște (1999-2001).
După un stagiu de un an ca șef de serviciu în cadrul Direcției de Combatere a Crimei Organizate și Antidrog, revine la Inspectoratul de Poliție al Județului Dâmbovița ca șef al Serviciului de Investigații Criminale (2002-2004). În anul 2004 este numit în funcția de director al Institutului de Criminalistică din Inspectoratul General al Poliției Române, apoi în 2005 adjunct al Inspectorului General al Poliției Române. La data de 21 martie 2006, i s-a acordat gradul profesional de chestor de poliție (echivalent celui militar de general cu o stea).
Începând din octombrie 2007, chestorul Gheorghe Popa îndeplinește funcția de Inspector General al Poliției Române.
Dar a fost inlaturat in luna octombrie a anului 2008 de la conducerea institutiei dupa celebrul scandal al masinilor de politie DACIA LOGAN de 60.000 euro.

## Autor de invenții în domeniul criminalisticii
În paralel cu activitatea de polițist, Gheorghe Popa este cadru universitar asociat la Facultatea de Științe Juridice din cadrul Universității „Valahia” din Târgoviște (din 1996). El este autor a patru inovații: Relevarea urmelor papilare create în substanță de consistență mare cu ajutorul unor fluxuri luminoase interferente (1990), Relevarea seriilor pilite sau deteriorate pe piese metalice (1992), Stabilirea calibrului proiectilului retenționat în corpul uman prin supraproiecții de imagini teleradiografiate (1996) și Relevarea urmelor papilare create pe organele vegetative (fruct) ale plantei (2003).
Este membru fondator și vicepreședinte al Consiliului Științific al Revistei Criminalistica (2001), membru fondator și vicepreședinte al Asociației criminaliștilor din România (2001), membru fondator al Revistei Psihocriminalistica (2002), vicepreședinte al Asociației Române de Poligraf (2004), președintele Consiliului Departamentului Inspectoratului General al Poliției din cadrul Corpului Național al Polițiștilor (2003-2005) și directorul Masterului European de Criminalistică - organizat în anul 2005 de Institutul de Criminalistică în colaborare cu Asociația Criminaliștilor din România și Universitatea de Arte și Științe "Gheorghe Cristea" din București.
Inovația sa de prelevare a amprentelor de pe plante a fost prezentată la un seminar organizat de către FBI în anul 2001 și a început să fie aplicată de aceasta, ajungând și subiect de emisiune pe Discovery Channel .
Gheorghe Popa este căsătorit și are trei copii. El vorbește limba franceză.

## Lucrări publicate
Chestorul Gheorghe Popa este autor a șase monografii și peste 50 articole, studii și comunicări în domeniul criminalisticii publicate în țară și străinătate.

### Autor
- Identificarea criminalistică a infracțiunilor la regimul armelor, munițiilor și materiilor explozive (Ed. Macarie, Târgoviște, 2002)
- Criminalistică – note de curs (Ed. Bibliotheca, Târgoviște, 2004)
- Microurmele – o problemă pentru practica criminalistică românească (Ed. Sfinx 2000, Târgoviște, 2004)

### Coautor
- Expertizarea bancnotelor și a altor instrumente de plată (Ed. Little star, București, 2003)
- Investigarea criminalistică a locului faptei (Ed. Luceafărul, București, 2005)
- Urmele - obiect de studiu al criminalisticii (Ed. Era, București, 2005)
- Metode și tehnici criminalistice de identificare a persoanei (Ed. Era, București, 2005)
- Criminalistică – note de curs, vol. II (Ed. Zappy’s, Câmpina, 2005)

De asemenea, a participat ca invitat la numeroase simpozioane și congrese organizate în țară și străinătate.